# 平下平窪
平下平窪（たいらしもひらくぼ）は、福島県いわき市の大字である。郵便番号は970-8003（中島町が970-8004、古川町が970-8005、山土内町が970-8006）。

## 地理
いわき市中央部の平地区に属し、地区内北部に位置する。北で平中平窪、東で平四ツ波、平中塩、南で好間町川中子、南西で好間町愛谷、西で平赤井とそれぞれ隣接する。概ね町村制施行以前の磐城郡下平窪村の流れを汲む地域である。域内のほとんどが夏井川の左岸、平市街地から見て対岸側に位置し、字鶯内のみ夏井川右岸に位置する。川沿いの平地には住宅地が、西側の平地には水田が広がる。内郷御厩町に所在するいわき中央警察署及び平字正内町に所在する平消防署がそれぞれ管轄にあたる。

### 山
- 石森山（山頂は東隣の平四ツ波に位置する。）

### 河川
- 夏井川
  - 山王田川
- 小川江筋

### 主な字
字
- 諸荷
- 諸荷前
- 屋越
- 山土内
- 中島
- 六角
- 八木内
- 大念仏
- 寺内
- 鍛冶内
- 味噌農
- 竹ノ内
- 四左エ門内
- 笹ノ田
- 曲田
- 鶯内
- 粥餅川原
- カラカエ
- 白山下
- 大久保
- 山根
- 熊ケ平

「字」が表記されない地区
- 一丁目
- 二丁目
- 三丁目
- 山土内町
- 中島町
- 古川町

## 歴史
- 1879年1月27日 - 平藩領下平窪村、西平窪村が福島県内における郡区町村制の施行により磐城郡の村となる。
- 1882年6月5日 - 下平窪村と西平窪村が合併し磐城郡下平窪村が成立する[4]。
- 1889年4月1日 - 町村制の施行により下平窪村が幕之内村、鯨岡村、大室村、上平窪村、中平窪村、四ツ波村、中塩村と合併し、磐城郡平窪村が発足する。旧下平窪村域は平窪村大字下平窪となる。
- 1896年4月1日 - 磐城郡と周辺郡との合併により石城郡が発足し、石城郡平窪村となる。
- 1937年6月1日 - 平窪村が平町と合併して平市となり、平市の大字となる。
- 1966年10月1日 - 平市が磐城市・常磐市・内郷市・勿来市、石城郡小川町・遠野町・四倉町・川前村・田人村・好間村・三和村、双葉郡久之浜町・大久村と合併しいわき市となり、いわき市平地区の大字となる。

## 世帯数と人口
2023年10月31日現在の世帯数と人口は以下の通りである。
| 大字     | 世帯数   | 人口   |
| -------- | -------- | ------ |
| 平下平窪 | 1628世帯 | 3561人 |

## 小・中学校の学区
市立小・中学校に通う場合、学区は以下の通りとなる。
| 番地 | 小学校                 | 中学校                 |
| ---- | ---------------------- | ---------------------- |
| 全域 | いわき市立平第四小学校 | いわき市立平第一中学校 |

## 交通

### 鉄道
域内に鉄道施設は存在しない。

### 道路
- 国道399号
  - 磐城橋
- 福島県道248号小川赤井平線

### バス
新常磐交通路線バス
- （いわき駅方面） - 磐城橋 - 味噌農 - 鍛治内 - 平窪農協 - （高崎方面）
  - 上平窪・高崎

## 施設
- 平浄水場
- いわき市立平第四小学校
- 平みどり幼稚園
- 平窪郵便局
- ひまわり信用金庫 平窪支店
- マルト 平窪店
- クスリのアオキ 平窪店
- ツルハドラッグ 平窪店